# Zitlaltengo
Zitlaltengo är en ort i Mexiko.   Den ligger i kommunen Arcelia och delstaten Guerrero, i den södra delen av landet, 160 km sydväst om huvudstaden Mexico City. Zitlaltengo ligger 815 meter över havet och antalet invånare är 173.
Terrängen runt Zitlaltengo är lite bergig. Runt Zitlaltengo är det ganska glesbefolkat, med 38 invånare per kvadratkilometer. Närmaste större samhälle är Arcelia, 16,6 km väster om Zitlaltengo. I omgivningarna runt Zitlaltengo växer huvudsakligen savannskog.